# Aḫuni
Aḫuni war ungefähr zwischen 875 und 855 v. Chr. König von Til-Barsip, der Hauptstadt des Fürstentums Bit Adini. Er wird erstmals in den assyrischen Quellen erwähnt, als er nach der Zerstörung von Kaprabu durch Aššur-nasir-apli II. Tribut an den assyrischen Großkönig zahlen musste. Bit Adini setzte, unterstützt durch andere lokale Herrscher, seinen Widerstand gegen die Assyrer fort, den erst Šulmanu-ašared III. endgültig brechen konnte. Šulmanu-ašared III. belagerte Bit Adini zunächst erfolglos, konnte 857 v. Chr. jedoch Aḫuni in die Flucht schlagen, woraufhin Til-Barsip in ein assyrisches Verwaltungszentrum namens Kar Šulmanu-ašared umgewandelt wurde. 855 v. Chr. führte der assyrische Herrscher eine weitere Kampagne gegen Aḫuni, der sich in einer Festung jenseits des Euphrat aufhielt. Aḫuni wurde besiegt, gefangen genommen und nach Aššur verschleppt; sein weiterer Verbleib ist unklar.